# Prairie du Rocher

La Prairie-du-Rocher était un établissement français au Pays des Illinois, en Haute-Louisiane jusqu'à la cession du Traité de Paris de 1763. Pour des raisons de sécurité et de facilité de circulation, les Français ne s'installaient que sur les terres alluviales qui bordaient le fleuve et étaient limitées par un escarpement calcaire peu élevé. La commune de Prairie du Rocher est une exception, les Français n'exploitant jamais les prairies situées sur les abruptes. La très grande richesse du terrain explique l'exploitation de Prairie du Rocher. L'emplacement de cette ancienne bourgade française fait désormais partie de l'État de l'Illinois aux États-Unis.
Les colons français habitaient dans des villages dont le plan était relativement simple et l'aspect champêtre. A Prairie du Rocher, de même qu'à Saint-Philippe les maisons se situaient de part et d'autre d'une seule rue principale.  Les maisons étaient le plus souvent de poteaux en terre ou à colombage sur sole, avec un toit en bardeaux et une galerie sur un, deux ou quatre côtés.
Le poste tombait alors sous l'administration du Fort de Chartres, capitale de la Haute-Louisiane érigée en 1719-1720, qui se trouvait à quelques kilomètres à l'ouest.